# Kenyon Martin (ur. 2001)
Kenyon Lee Martin Jr (ur. 6 stycznia 2001 w Los Angeles) – amerykański koszykarz, występujący na pozycji niskiego skrzydłowego, od 2023 zawodnik Philadelphia 76ers.
Jest synem uczestnika meczu gwiazd (2004) i dwukrotnego finalisty NBA (2002, 2003) – Kenyona Martina.
8 lipca 2023 został zawodnikiem Los Angeles Clippers. 1 listopada 2023 został wytransferowany do Philadelphia 76ers.

## Osiągnięcia
Stan na 14 listopada 2023.
Indywidualne
- Zaliczony do I składu debiutantów NBA G League (2021)[5]

NBA
- Uczestnik konkursu wsadów NBA (2023)[6]